# Olympische Sommerspiele 1936/Leichtathletik – Speerwurf (Frauen)

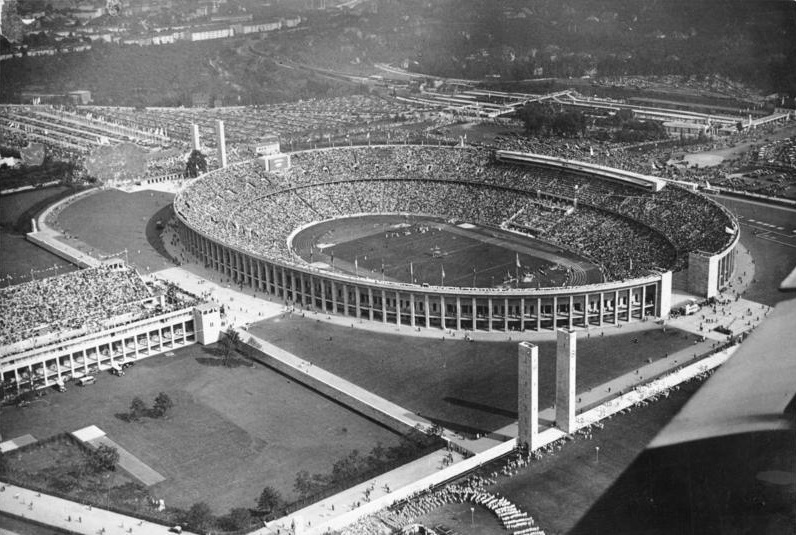
Das Olympiastadion in Berlin

Der Speerwurf der Frauen bei den Olympischen Spielen 1936 in Berlin wurde am 2. August 1936 im Olympiastadion Berlin ausgetragen. 14 Athletinnen nahmen teil.
Olympiasiegerin wurde die Deutsche Tilly Fleischer. Ihre Landsfrau Luise Krüger gewann die Silbermedaille, Bronze ging an die Polin Maria Kwaśniewska.

## Rekorde

### Bestehende Rekorde
| Weltrekord         | 46,745 m | Nan Gindele ( USA)       | Chicago, USA               | 18. Juni 1932 |
| Olympischer Rekord | 43,69 m  | Mildred Didrikson ( USA) | Finale OS Los Angeles, USA | 31. Juli 1932 |

### Rekordverbesserungen
Die deutsche Olympiasiegerin Tilly Fleischer verbesserte den bestehenden olympischen Rekord zweimal:
- 44,69 m – Qualifikation am 2. August, zweiter Durchgang
- 45,18 m – Finale am 2. August, zweiter Durchgang

## Durchführung des Wettbewerbs
Am 2. August gab es zunächst eine Vorrunde, aus der die nach drei Durchgängen sechs besten Teilnehmerinnen in einer anschließenden Finalrunde drei weitere Versuche hatten.

## Resultat
2. August 1936, 15:00 Uhr

Wetterbedingungen: sonnig, 18–19 °C, Gegenwind von ca. 2,3 m/s
Als Favoriten galten vor allem die Österreicherin Herma Bauma sowie die Deutschen Luise Krüger und Tilly Fleischer.
Die beiden deutschen Werferinnen setzten im ersten Wettbewerb dieser Olympischen Spiele ihre hervorragenden Leistungen von den Deutschen Meisterschaften im Juli auch hier um. Mit ihrem zweiten Versuch und neuem olympischen Rekord übernahm Fleischer die Führung, die sie im fünften Durchgang noch ausbauen konnte. Krüger verbesserte sich mit ihrem dritten Wurf auf den zweiten Platz. Diese Reihenfolge blieb so bestehen bis zum Ende. Die Polin Maria Kwaśniewska und Bauma auf den Plätzen drei und vier kamen nicht mehr an die beiden Führenden heran.
Maria Kwaśniewska gewann die erste polnische Medaille im Speerwurf der Frauen.
|       |                     |                 | Qualifikation | Qualifikation | Qualifikation | Finale                                       | Finale                                       | Finale                                       |             |           |
| Platz | Name                | Nation          | 1. Versuch    | 2. Versuch    | 3. Versuch    | 1. Versuch                                   | 2. Versuch                                   | 3. Versuch                                   | Endresultat | Anmerkung |
| ----- | ------------------- | --------------- | ------------- | ------------- | ------------- | -------------------------------------------- | -------------------------------------------- | -------------------------------------------- | ----------- | --------- |
| 1     | Tilly Fleischer     | Deutsches Reich | 38,60 m       | 44,69 m OR    | 43,01 m       | 38,87 m                                      | 45,18 m OR                                   | 42,19 m                                      | 45,18 m     | OR        |
| 2     | Luise Krüger        | Deutsches Reich | 40,78 m       | 39,24 m000    | 43,29 m       | 40,69 m                                      | 37,94 m000                                   | 42,96 m                                      | 43,29 m     |           |
| 3     | Maria Kwaśniewska   | Polen           | 41,80 m       | 38,49 m000    | 39,75 m       | 39,45 m                                      | 40,10 m000                                   | 37,77 m                                      | 41,80 m     |           |
| 4     | Herma Bauma         | Österreich      | 33,42 m       | 38,43 m000    | 41,66 m       | 40,15 m                                      | 39,90 m000                                   | 39,73 m                                      | 41,66 m     |           |
| 5     | Yamamoto Sadako     | Japan           | 40,88 m       | 38,44 m000    | 41,18 m       | 39,52 m                                      | 41,24 m000                                   | 41,45 m                                      | 41,45 m     |           |
| 6     | Lydia Eberhardt     | Deutsches Reich | 36,26 m       | 41,00 m000    | 39,18 m       | 39,91 m                                      | 41,37 m000                                   | 40,68 m                                      | 41,37 m     |           |
| 7     | Gertrude Wilhelmsen | USA             | 32,91 m       | 31,84 m000    | 37,35 m       | nicht im Finale der besten sechs Werferinnen | nicht im Finale der besten sechs Werferinnen | nicht im Finale der besten sechs Werferinnen | 37,35 m     |           |
| 8     | Gien de Kock        | Niederlande     | 36,93 m       | 34,77 m000    | 35,03 m       | nicht im Finale der besten sechs Werferinnen | nicht im Finale der besten sechs Werferinnen | nicht im Finale der besten sechs Werferinnen | 36,93 m     |           |
| 9     | Martha Worst        | USA             | 35,86 m       | 36,69 m000    | 35,80 m       | nicht im Finale der besten sechs Werferinnen | nicht im Finale der besten sechs Werferinnen | nicht im Finale der besten sechs Werferinnen | 36,69 m     |           |
| 10    | Irja Lipasti        | Finnland        | 33,58 m       | 32,67 m000    | 33,69 m       | nicht im Finale der besten sechs Werferinnen | nicht im Finale der besten sechs Werferinnen | nicht im Finale der besten sechs Werferinnen | 33,69 m     |           |
| 11    | Jeanne Van Kesteren | Belgien         | 27,30 m       | 33,13 m000    | 27,16 m       | nicht im Finale der besten sechs Werferinnen | nicht im Finale der besten sechs Werferinnen | nicht im Finale der besten sechs Werferinnen | 33,13 m     |           |
| 12    | Jelica Stanojević   | Jugoslawien     | 24,37 m       | 29,06 m000    | 29,88 m       | nicht im Finale der besten sechs Werferinnen | nicht im Finale der besten sechs Werferinnen | nicht im Finale der besten sechs Werferinnen | 29,88 m     |           |
| 13    | Elizebeth Burch     | USA             | 27,92 m       | 28,84 m000    | 25,98 m       | nicht im Finale der besten sechs Werferinnen | nicht im Finale der besten sechs Werferinnen | nicht im Finale der besten sechs Werferinnen | 28,84 m     |           |
| 14    | Kathleen Connall    | Großbritannien  | 27,80 m       | 26,53 m000    | 26,98 m       | nicht im Finale der besten sechs Werferinnen | nicht im Finale der besten sechs Werferinnen | nicht im Finale der besten sechs Werferinnen | 27,80 m     |           |

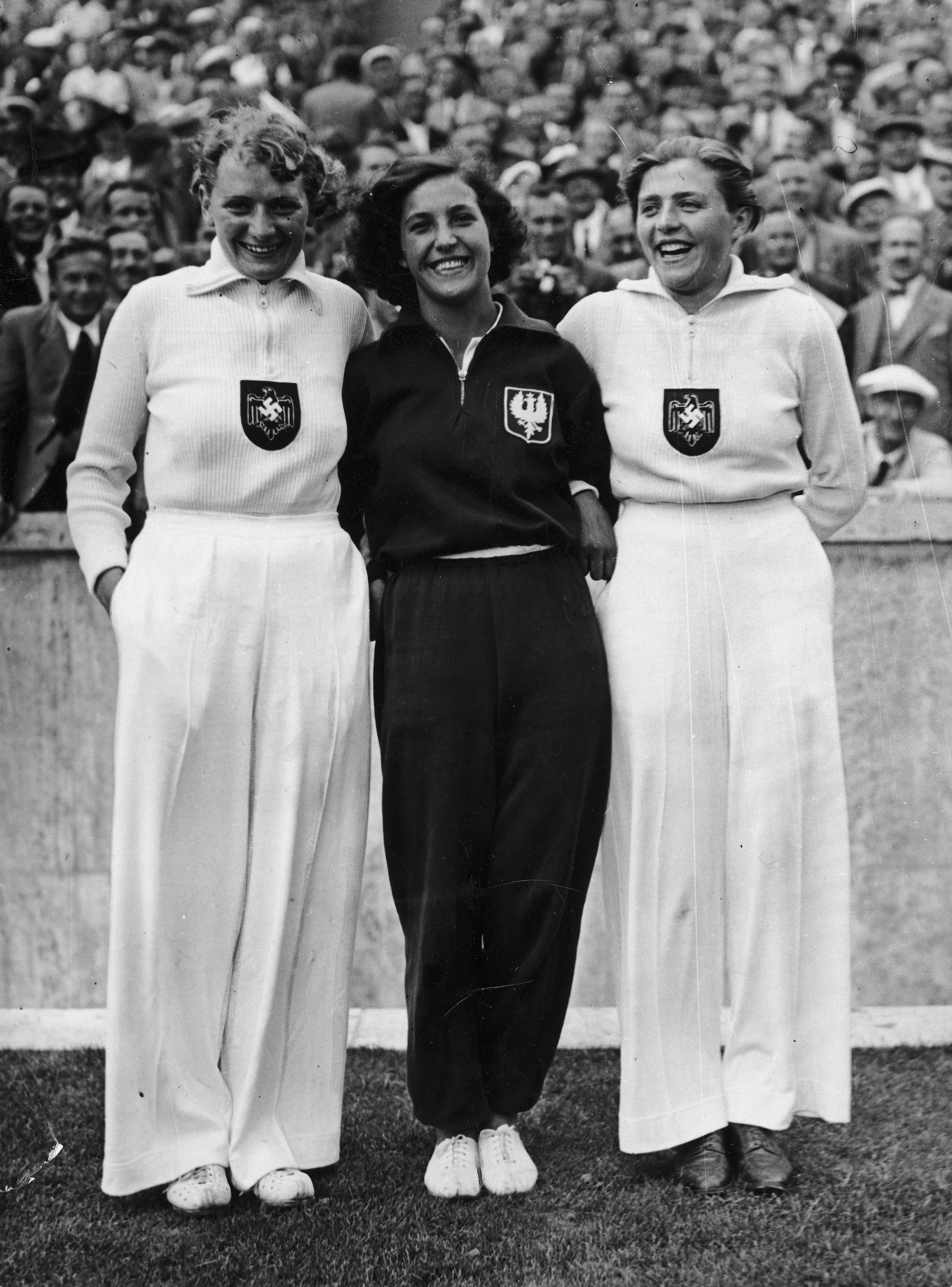
Die Medaillengewinnerinnen (v. l. n. r.): Luise Krüger, Maria Kwaśniewska, Tilly Fleischer
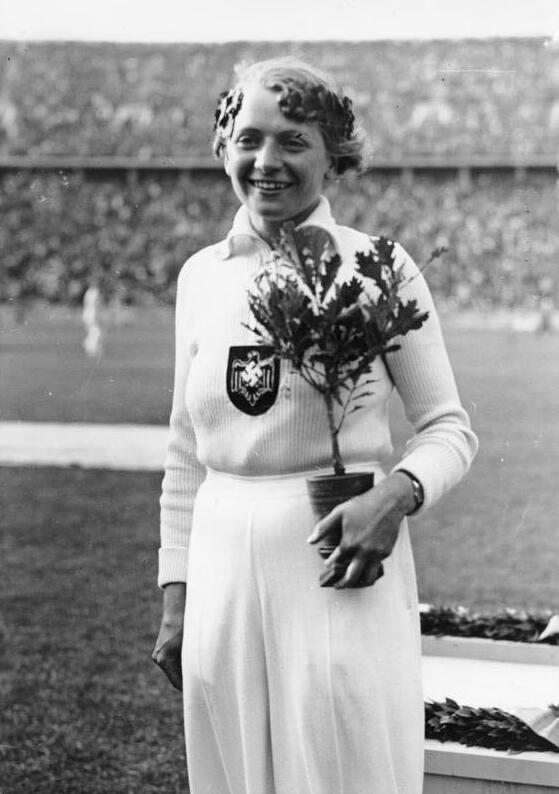
Olympiasiegerin Tilly Fleischer
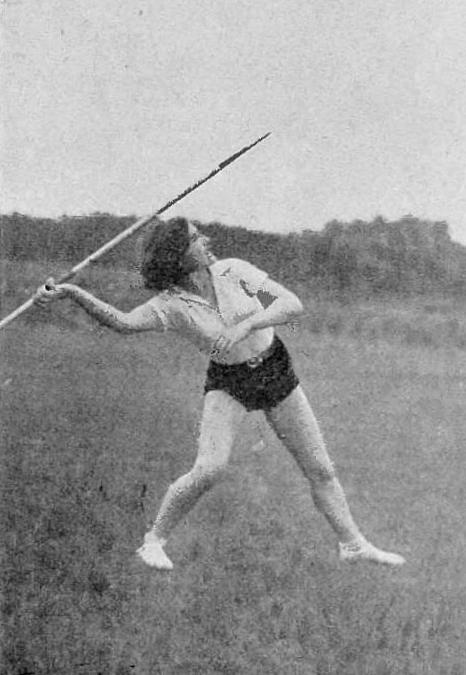
Bronzemedaillengewinnerin Maria Kwaśniewska

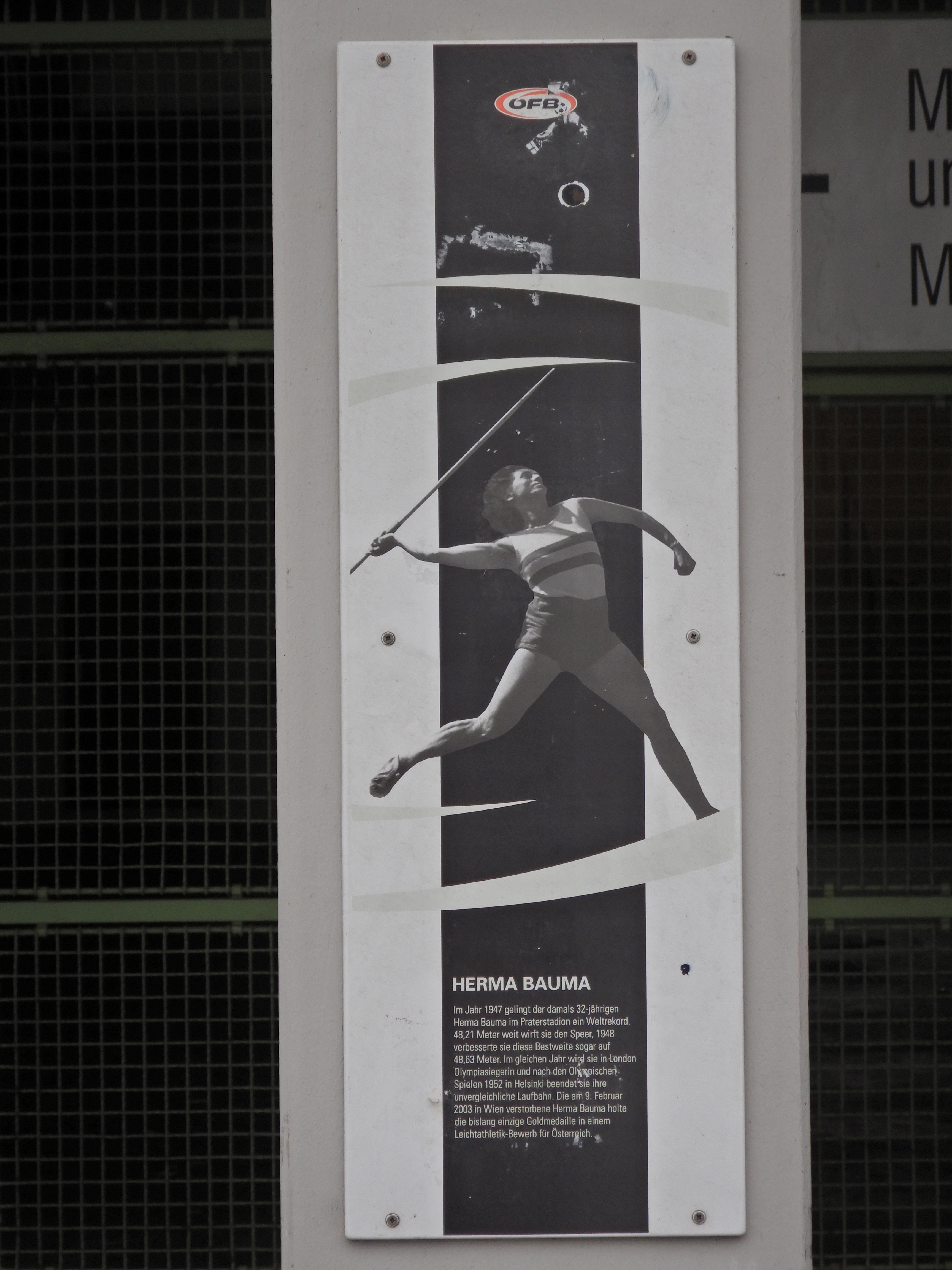
Herma Bauma (hier auf einer Gedenktafel in Wien) belegte Rang vier – 1948 wurde sie Olympiasiegerin
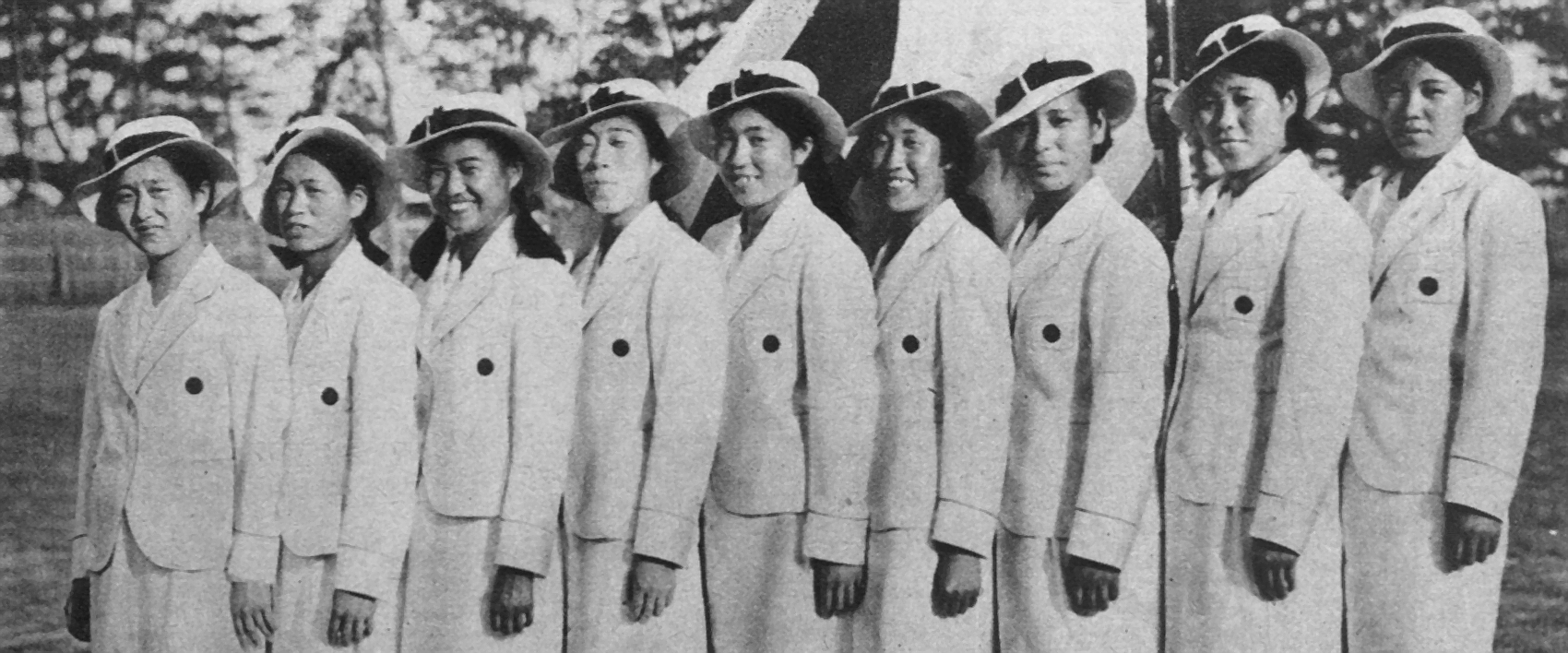
Yamamoto Sadako (hier auf einem Mannschaftsfoto der Japanerinnen als Dritte von rechts) kam auf den fünften Platz

## Videolinks
- 1936, Javelin, Women, Olympic Games, Berlin, youtube.com, abgerufen am 19. Juli 2021
- Germany 1936, Berlin XI.Olympic Summer Games - Olympische Sommerspiele (Athletics Wurfübungen), Bereich 0:00 min bis 0:40 min, youtube.com, abgerufen am 19. Juli 2021